# Skyland伊斯坦堡
Skyland伊斯坦堡（Skyland İstanbul）是位於土耳其伊斯坦堡薩勒耶爾區的一座複合型建築，由三棟大樓組成。其中辦公大樓與公寓大樓分別為65、64層樓，高度同為284公尺，是伊斯坦堡第一高樓，比伊斯坦堡藍寶石多出23公尺。兩棟大樓於2017年完工，另一棟飯店大樓則高180公尺，2018年完工。

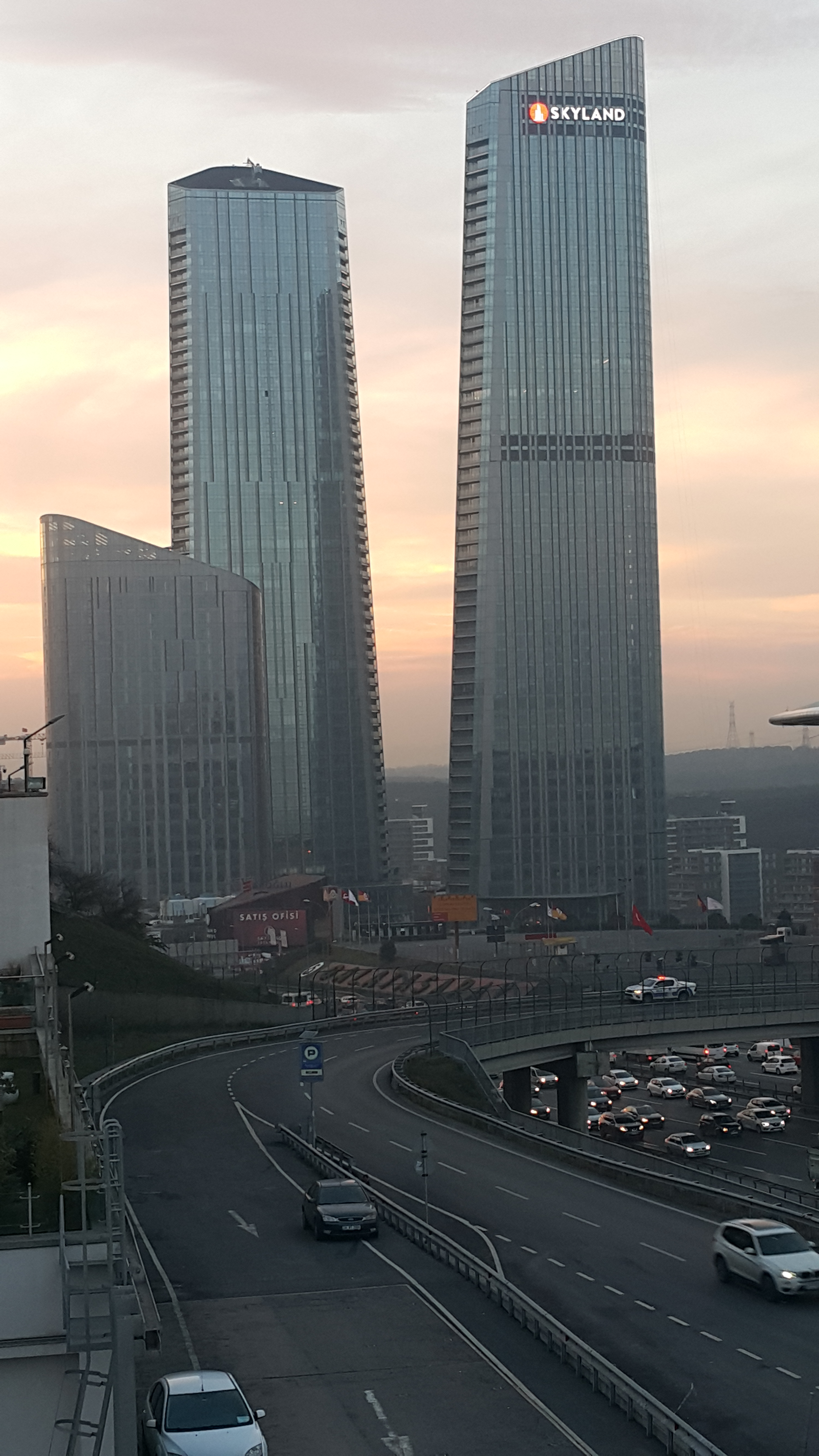
Skyland伊斯坦堡